# Campeonato Asiático de Atletismo de 2011 - 400 m com barreiras masculino
A prova dos 400 metros com barreiras masculino do Campeonato Asiático de Atletismo de 2011 foi disputada entre os dias 8  e 9 de julho de 2011 no Kobe Universiade Memorial Stadium em Kobe,  no Japão. 

## Recordes
Antes desta competição, os recordes mundiais e do campeonato nesta prova eram os seguintes:
|                       | Nome                    | Nacionalidade  | Tempo  | Local     | Data                   |
| --------------------- | ----------------------- | -------------- | ------ | --------- | ---------------------- |
| Recorde mundial       | Kevin Young             | Estados Unidos | 46s 78 | Barcelona | 6 de agosto de 1992    |
| Recorde do campeonato | Mubarak Al-Nubi         | Catar          | 48s 67 | Colombo   | 2002                   |
| Recorde asiático      | Hadi Soua'an Al-Somaily | Arábia Saudita | 47s 53 | Sydney    | 27 de setembro de 2000 |

## Medalhistas
| Ouro                | Prata              | Bronze           |
| Takatoshi Abe (JPN) | Yuta Imazeki (JPN) | Chieh Chen (TPE) |

## Cronograma
Todos os horários são locais (UTC+9).
| Data       | Hora  | Evento  |
| ---------- | ----- | ------- |
| 8 de julho | 11:35 | Bateria |
| 9 de julho | 18:45 | Final   |

## Resultados

### Bateria
Qualificação: 3 atletas de cada bateria  (Q) mais os  2 melhores qualificados (q). 
| Posição | Bateria | Atleta              | Nacionalidade | Tempo | Notas           |
| ------- | ------- | ------------------- | ------------- | ----- | --------------- |
| 1       | 1       | Takatoshi Abe       | Japão         | 50.41 | Q               |
| 2       | 2       | Takayuki Kishimoto  | Japão         | 50.50 | Q               |
| 3       | 1       | Yuta Imazeki        | Japão         | 50.78 | Q               |
| 4       | 2       | Chieh Chen          | Taipé Chinesa | 50.81 | Q               |
| 5       | 2       | Joseph Abraham      | Índia         | 50.94 | Q               |
| 6       | 1       | Satinder Singh      | Índia         | 50.95 | Q               |
| 7       | 2       | Lee Seung-Yoon      | Coreia do Sul | 51.05 | q               |
| 8       | 1       | Hassan Aman Salmeen | Catar         | 51.38 | q,              |
| 9       | 2       | Abdullah Al-Hidi    | Omã           | 51.64 |                 |
| 10      | 2       | Dmitriy Komkov      | Cazaquistão   | 52.52 |                 |
| 11      | 1       | Andrian Andrian     | Indonésia     | 52.83 | Recorde pessoal |
| 12      | 2       | Chen Yu-Te          | Taipé Chinesa | 52.89 |                 |
| 13      | 1       | Fawaz Al-Shammari   | Kuwait        | 58.76 |                 |

### Final
A final da prova ocorreu dia 9 de julho às 18:45. 
| Posição           | Raia | Atleta              | Nacionalidade | Tempo | Notas                |
| ----------------- | ---- | ------------------- | ------------- | ----- | -------------------- |
| Medalha de ouro   | 6    | Takatoshi Abe       | Japão         | 49.64 | Recorde da temporada |
| Medalha de prata  | 4    | Yuta Imazeki        | Japão         | 50.22 |                      |
| Medalha de bronze | 5    | Chieh Chen          | Taipé Chinesa | 50.39 |                      |
| 4                 | 9    | Joseph Abraham      | Índia         | 50.82 |                      |
| 5                 | 3    | Lee Seung-Yoon      | Coreia do Sul | 51.40 |                      |
| 6                 | 8    | Satinder Singh      | Índia         | 51.93 |                      |
| 7                 | 2    | Hassan Aman Salmeen | Catar         | DSQ   |                      |
| 7                 | 7    | Takayuki Kishimoto  | Japão         | DSQ   |                      |

Legenda
| Recorde mundial       | Recorde mundial (World record)               |                       | Recorde africano                      | Recorde africano (African) |                                           | Q | Classificado por posição (Qualified) |
| Recorde do campeonato | Recorde do campeonato (Championship record)  | Recorde da América    | Recorde da América (Americas)         | q                          | Classificado por melhor tempo (Qualified) |   |                                      |
| Melhor marca do ano   | Melhor marca do ano (World leading)          | Recorde asiático      | Recorde asiático (Asian)              | DNS                        | Não largou (Did not start)                |   |                                      |
| Recorde nacional      | Recorde nacional (National record)           | Recorde europeu       | Recorde europeu (European)            | DNF                        | Não terminou (Did not finish)             |   |                                      |
| Recorde pessoal       | Recorde pessoal do atleta (Personal best)    | Recorde da Oceania    | Recorde da Oceania (Oceania)          | DSQ / DQ                   | Desclassificado (Disqualified)            |   |                                      |
| Recorde da temporada  | Recorde da temporada do atleta (Season best) | Recorde sul-americano | Recorde sul-americano (South America) | NM                         | Sem marca (No mark)                       |   |                                      |